# Brevicornu cuspidatum
Brevicornu cuspidatum är en tvåvingeart som beskrevs av Zaitzev 1992. Brevicornu cuspidatum ingår i släktet Brevicornu och familjen svampmyggor.
Artens utbredningsområde är Alaska. Inga underarter finns listade i Catalogue of Life.